# Млинищенська сільська рада
Млинищенська сільська рада — колишня адміністративно-територіальна одиниця та орган місцевого самоврядування в Іванківському (Левківському) і Троянівському районах Волинської округи, Київської й Житомирської областей Української РСР з адміністративним центром у селі Млинище.

## Населені пункти
Сільській раді на час ліквідації були підпорядковані населені пункти:
- с. Млинище

## Населення
Кількість населення ради, станом на 1923 рік, становила 1 121 особу, кількість дворів — 228.

## Історія та адміністративний устрій
Створена 1923 року, в с. Млинище Левківської волості Житомирського повіту Волинської губернії. 7 березня 1923 року включена до складу новоствореного Левківського (згодом — Іванківський) району Житомирської (згодом — Волинська) округи. 15 вересня 1930 року, відповідно до постанови ВУЦВК та РНК УСРР від 2 вересня 1930 року «Про ліквідацію округ та перехід на двоступеневу систему управління», сільську раду передано до складу Троянівського району Української СРР.
Станом на 1 вересня 1946 року сільська рада входила до складу Троянівського району Житомирської області, на обліку в раді перебувало с. Млинище.
Ліквідована 11 серпня 1954 року, відповідно до указу Президії Верховної ради Української РСР «Про укрупнення сільських рад по Житомирській області», територію ради та с. Млинище приєднано до складу Луківської сільської ради Троянівського району Житомирської області.